# Laura Marchetti
Laura Marchetti (Bari, 8 giugno 1957) è un'antropologa e politica italiana.

## Biografia
Di formazione filosofica, ha approfondito i suoi studi nell'Antropologia culturale e nella Pedagogia speciale. È professoressa associata di Pedagogia interculturale e di Didattica e metodologie innovative all'Università Mediterranea di Reggio Calabria, dove fa parte del Senato accademico ed è stata Direttrice del corso di TFA sostegno. È stata docente di Didattica generale e di Didattica delle culture all'Università degli Studi di Foggia e coordinatrice del Centro della Complessità. È componente del Collegio dei Docenti del Dottorato di Ricerca in “Neuroscience and Education” (Dipartimento di Studi Umanistici. Lettere, Beni Culturali, Scienze della Formazione dell’Università di Foggia e del Collegio dei Docenti del Dottorato di Ricerca (XXXIX ciclo) in Teaching and Learning Sciences: Inclusion, Technologies, Educational Research and Evalutation, Università degli Studi di Macerata.
È autrice di numerosi volumi, monografie e saggi. Ha diretto per la casa editrice Palomar la collana di scienze sociali "Discese". Dirige, per la casa editrice Adda, la collana "I cammini del mito", e per Pacilli ed. la collana "Complessità e intercultura". Ha scritto articoli per la rivista di filosofia Paradigmi e per il quotidiano Liberazione. Collabora con Il manifesto e con il blog "Officina dei Saperi". Ha organizzato ed è intervenuta a numerosi convegni nazionali e internazionali. Ha tenuto corsi e seminari all'estero, in particolare in Spagna e Polonia.
Ha ricevuto numerosi premi per l'attività scientifica fra i quali: Premio Nazionale “Riccardo “Massa”, organizzato dall'Università Milano-Bicocca, per il volume Agalma. Per una didattica della carezza, 11/12/2020.  Premio nazionale di Pedagogia 2018, organizzato dalla Società Italiana di Pedagogia (SIPED), per il volume Agalma. Per una didattica della carezza, 23/3/2018.  Primo premio a Il Fanciullo e l’Angelo. Sulle metafore della redenzione, Sellerio editore, del 1996, in concorso nel Premio internazionale “S.Valitutti” promosso dall'Università degli Studi di Salerno e dalla Provincia di Salerno.
Ideologicamente pacifista ed ecologista, ha partecipato ai movimenti antinucleari e antimilitaristi. Candidata capolista alle politiche del 1996 per i Verdi, senza risultare eletta, è stata coordinatrice nazionale dei Verdi contro la guerra. 
Nel 1996 Romano Prodi l'ha nominata nel Comitato Nazionale dei Sette Saggi per coordinare la parte ambientale del primo programma dell'Ulivo.
Successivamente entra nella direzione nazionale di Rifondazione Comunista, con tale partito nel 2001 è candidata al Senato nel collegio di Altamura, ottenendo il 4,9%, senza risultare eletta.
Nel 2003 è stata delegata per il Forum ambientalista al Vertice mondiale dello Sviluppo sostenibile di Johannesburg. Nel 2006 è stata assessore all'Ambiente alla Provincia di Bari in quota a Rifondazione Comunista.
Dal 2006 al 2008 è stata Sottosegretario all'Ambiente nel secondo Governo Prodi: in tale veste si è occupata in particolare del paesaggio, dell'educazione ambientale e del contrasto alle mega-opere edilizie o energetiche. In seguito è stata candidata alle elezioni europee del 2009 per la lista PRC-PdCI, senza essere eletta.
Candidata sindaca al comune di Gravina in Puglia con la lista di Rifondazione Comunista nelle elezioni amministrative del 2012, è stata poi assessora alle politiche per l'espressione artistica e culturale fino al 2014.
Dal 2015 fa parte del Collegio degli Esperti del Presidente della Regione Puglia (2016, in corso) dove si è occupata, fra l'altro, delle Linee Guida della Legge sulla Bellezza (per l'Assessorato alla Rigenerazione urbana) e della progettazione del Percorso turistico-culturale "Le strade della Fiaba", in collaborazione con l'Assessorato alla Cultura (Progetto che ha ricevuto la segnalazione al Premio Nazionale del Paesaggio, istituito dal Consiglio d’Europa e dal Ministero della Cultura della Repubblica Italiana.
Con l'Enciclopedia Treccani sta lavorando alla candidatura della fiaba popolare nella Lista dei Beni immateriali UNESCO. Attualmente fa parte del Comitato scientifico dell'IPRES e consulente per i Progetti The Rout Net e CoHeN per la valorizzazione della fiaba e del mito quali attrattori immateriali del territorio
Fa inoltre parte del  gruppo di lavoro interistituzionale per l'attuazione del Piano di Azione Nazionale del sistema integrato di educazione e di istruzione (D.Lgs.n.65/2017), Regione Calabria. Membro delegata dal Ministro dell'Università e della Ricerca nel Consiglio di Amministrazione del Conservatorio “Nino Rota” di Monopoli, dal 7 marzo 2022.
Nel 2024 è candidata alle elezioni europee nella circoscrizione Italia meridionale con la lista Pace Terra Dignità di Michele Santoro. Raccoglie oltre 3.700 preferenze, ma non viene eletta a causa del mancato raggiungimento della soglia di sbarramento della lista.

## Pubblicazioni

### Monografie
- Il Fanciullo e l’Angelo. Sulle metafore della redenzione, Sellerio, Palermo 1989
- Il pudore delle donne. Ambiguità e rovesciamento ne La matrona di Efeso, Palomar, Bari 2000
- Il pensiero all’aria aperta, Palomar, Bari 2001
- L’occhio e lo specchio, Palomar, Bari 2003
- Ecologia politica, Edizioni Puntorosso, Milano 2008
- La luce della notte. Modelli per una didattica interculturale, Palomar, Bari 2011
- Alfabeti ecologici, Progedit, Bari 2012
- Oltre la mente coloniale. Allegorie d’arte, d’infanzia, d’amore, Guerini editore, Milano 2014
- La fiaba, la Natura, la Matria. Pensare la decrescita con i Grimm, Il melangolo, Genova 2014
- Agalma. Per una didattica della carezza, Progedit, Bari 2017
- Samar. La luce azzurra a Itaca, Roma, Baghdad, Mimesis, Milano 2018
- Le Strade della Fiaba, Adda Editore, Bari 2020
- Matria. Una parola riparatrice, Marotta e Cafiero, Napoli 2021
- Sulla tradizione orale. Il mito, il canto, il pianto, Mimesis, 2022

### Saggi in volumi collettivi da lei curati
- Fraternità, uguaglianza e libertà nella fiaba popolare europea, Saggio introduttivo in (a cura di M.Bray, L.Marchetti) La fiaba come cifra dell'identità europea, Treccani Biblioteca Enciclopedica, Roma in corso di pubblicazione
- Didattica viva e maestria. Sul perché dobbiamo sentirci felici di essere chiamati maestri in (a cura di L.Marchetti e G.Santorufo), Storie di maestri Agazzi Lodi Manzi. Per una didattica viva , Andrea Pacilli Editore, Manfredonia 2022
- Solitudine relazionale e solitudine cognitiva nella comunicazione in Rete, in (a cura di L.Marchetti) , Nuove  solitudini allo schermo, Milella editore, Lecce 2021
- Per una didattica delle culture (Introduzione)  in (a cura di L. Marchetti) L’Umanità come Patrimonio. Complessità e Intercultura nelle politiche educative UNESCO. Pacilli ed., Manfredonia 2018
- L’UNESCO o Dell’uso educativo della Memoria, in L’Umanità come Patrimonio. Complessità e Intercultura nelle politiche educative UNESCOj, cit.
- Ecologia per la mente. Note su un percorso di ricerca e formazione nei nidi della Banca d’Italia, Introduzione in (a cura di L.Marchetti), Il bambino ecologico, Esperienze e proposte di educazione naturale, Pacilli ed.  Manfredonia 2019
- Bruno Ciari maestro, Saggio Introduttivo in (a cura di L. Marchetti)  I modi dell’insegnare, Palomar ed., Bari 2017, seconda edizione 2023
- Il senso della morte, l’amore della vita, Saggio introduttivo in (a cura di L. Marchetti) Sigmund Freud. Scritti sulla guerra e la morte, Palomar, Bari 2006
- Apparizioni di una Dea, Saggio Introduttivo in (a cura di L Marchetti e P. Zeller) La Madre, il gioco, la Terra, Laterza, Bari 1994
- Il femminile nella fiaba, Saggio introduttivo in (a cura di L.Marchetti), La fiaba. Atti di un Convegno, ed.Arcidonna, Bari 1990
- Immaginando l’infanzia, Introduzione in (a cura di L. Marchetti), Metafore per una filosofia della carezza, Schena ed., Brindisi 1986
- Splendore e sventura delle Dee greche, Saggio in Metafore per una filosofia della carezza, cit.1986

### Saggi in volumi collettivi curati da altri
- Le madri, la Matria, la Natura Madre,  in Cambiamento o catastrofe . La specie umana al bivio (a cura di E.Scandurra e T.Drago con Postafazione di L.Marchetti, Castelvecchi, Roma 2022
- Vite utili. Minima moralia per la pandemia,   in Contronarrazioni (a cura di E.Scandurra e T.Drago), Castelvecchi , Roma 2021
- Trauerspiel. Uscire dalla pandemia educando al gioco in (a cura di S.Colazzo), Animazione socio-culturale, intrattenimento educativo , outdoor education, Teoria , pratica e fenomenologia dell'imparar giocando, Armando ed, Milano 2021
- Educare alla bellezza, in Lo stato in luogo dell’educazione ( a cura di e G’Aprile  C. Strongoli), Pensa Multimedia, Lecce 2020La luce come simbolo della filosofia (del matricidio simbolico della filosofia) in Symbolum. Mito, immaginario, realtà (a cura di D. Del Mastro, L'Harmattan, Paris 2020
- Pensiero della complessità e didattica della carezza, in (a cura di G.Cipriani,     A. Cagnolati), Scienze umane tra ricerca e didattica. Atti del Convegno Internazionale, ed. Il Castello, Foggia 2019
- Emozioni del mare. Note per un pensiero ecologico, in Emocjie. Druga strona wiedzy,Epistemologia Ksztalcenie Kreatywnosc, ( a cura di D.Del Mastro), ed L’Harmattan et AGA, Paris -Alberobello 2019
- Arete e Sharazad. Due maestre del Mediterraneo in Mediterraneo femminile (a cura di S,Montecalvo), Pensa ed. Lecce 2019
- L’Antro delle Ninfe. E la religione mediterranea antica in (a cura di A.Rella e S.Valerio) Immaginario e realtà. Percorsi della religione, AGA ed.,     Alberobello 2018
- La fiaba come modello dell’ecologia profonda, in Io corpo, io racconto, io emozione (a cura di L.Dozza), Zeroseiup, San Paolo d’Argon 201
- La tutela dell’identità meridiana nelle politiche educative dell’Unesco in  (a cura di I.Loiodice), Pedagogie meridiane . Quaderni di "MeTis" 4,     Progedit, Bari 2015
- Ospitalità narrativa e senso della matria in  Gli alfabeti dell’intercultura, cura di M.Fiorucci,  ETS 2017
- Claustrofilia, in (a cura di P.Bevilacqua), Aprire le porte, Per una scuola democratica e cooperativa, Castelvecchio ed. Roma 2017
- L’orto narrativo e i simboli di comunità, in Per un’ecologia di comunità (a cura di) A. D’Antone, Zeroseiup ed. San paolo d’Argon, 2017
- Lo sguardo da lontano. Per una bioetica interculturale, in (a cura di L. Battaglia), Uomo, natura, animali. Per una bioetica della complessità, ed. Altravista, Lungavilla 2016
- Anziani e potere. Scansioni dell’età e fenomenologia della politica in (a cura di F. Pinto), Sguardi incrociati sulla vecchiaia, Pensa Multimedia, Lecce 2015
- Dove curano le formiche verdi, in P. Scarnera, Madonna della stella. Creare, regolare e curare le comunità, Armando ed. Roma 2015
- Polisemia della fiaba. Il comico, il magico, il femminile, in M. A. Bochicchio, Storie antiche. Letteratura orale al crepuscolo, Il Grillo ed., Gravina 2014
- Ecomarxismo, in AA. VV., Capitalismo finanziario globale e democrazia in Europa, ed. EDIS, Roma 2013
- J. J. Rousseau. Immagini d’infanzia, in AA.VV., L'irriducibile complessità dell'infanzia, Pensa Multimedia, Lecce 2011
- L’umanesimo e la scienza nuova della formazione in (a cura di P. Bevilacqua) A che serve la storia? I saperi umanistici alla prova della modernità, Donzelli Editore, Roma 2011
- Il paesaggio come valore comune in (a cura di P. Cacciari), La società dei beni comuni, ed. Carta, Roma 2010
- Una comunità di paesaggio e di luogo, in (a cura di F. Semerari), Senso e forme della comunità oggi, ed.Mimesis, Milano 2010
- Bruno Ciari maestro, in (a cura di Laura Marchetti) Bruno Ciari, I modi dell’insegnare, Palomar ed., Bari 2010
- 13 giorni a Jhoannesburg. Diario di un viaggio lontano nei pressi di casa, in (a cura di M.Solimini) Dal Sudafrica, Edizioni dal Sud, Bari 2006)
- Lo sguardo di Afrodite .Un prerequisito per la difesa del mare in (a cura di Taccagni, Pinto Minerva, Sinatra) Andar di luogo in luogo per incontrare memoria e futuro, Pensa Multimedia, Lecce 2004
- L'Antropologia come “scienza nuova” della natura in (a cura dell’Irrsae Puglia) L’albero della vita, Progedit ed. Bari 2000
- Selvaggi come noi in (a cura di De Lucia, Marchetti, Zeller) Le forme della vita, Progedit ed., Bari 2000
- Metafisica e differenza, in (a cura di R.Galelli) Corpo e identità, Progedit ed. Bari 1999
- La Strega in Le immagini della fantasia, Catalogo della XVI Mostra Internazionale d’Illustrazione per l’Infanzia, Sarmede 1998
- La metafisica e l’immagine della Madre in Filosofia, Donne , Filosofie, Milella, Lecce 1994
- La didattica della filosofia, in (a cura di R. Calcaterra), L'insegnamento della filosofia oggi, Schena ed. Brindisi 1994
- Apparizioni di una Dea in (a cura di L. Marchetti e P. Zeller) La Madre, il gioco, la Terra, Laterza , Bari 1994
- Il femminile nella fiaba in (a cura di L. Marchetti), La fiaba. Atti di un Convegno, ed.Arcidonna, Bari 1990
- Immaginando l’infanzia in AA.VV., Metafore per una filosofia della carezza, Schena ed., Brindisi 1986
- Nemico, fratello, amico. L’utopia dell’amicizia nella “Carta della Libertà” in (a cura di M. Solimini) I diritti delle differenze, Edizioni del Sud, Bari 1991
- Splendore e sventura delle Dee greche, in Metafore per una filosofia della carezza, cit.1986

### Saggi in annali e riviste
- Educare all'eredità del genere umano (Educate to the Heritage of Humanity in LLL (Lifelong, Lifewide, Learning),    VOL. 18, N. 41, pp. 24 - 34 ,2022 (Rivista fascia A)
- Sull'educazione orale. Canti, fiabe, ninne-nanne , in ReladEI, REvista Latinoamericana De Educación Infantil, edita da ILAdEI – Instituto Latinoamericano de Estudios sobre la Infancia , vol.11, 2, 2022 (Rivista fascia A)
- La tutela del paesaggio culturale e degli archivi di comunità come presupposto dell'Educazione Civica, in Pedagogia Oggi/Rivista SIPED, anno XIX, n.2, 2021, Pensa MultiMedia Editore (Rivista fascia A)
- La statua di Glauco, in (a cura di I.Loiodice, M.Ladogana), La bellezza collaterale al tempo dell'emergenza, in "Me-tis. Mondi Educativi", V.11, n.2, 2021 (Rivista fascia A)
- A nuda voce, in "Rivista di studi italiani", n.2, ottobre 2021 education as italian contribution to the implementation of the Agenda 2030     (in Pedagogia Oggi / Rivista SIPED / anno XVI / n. 1 / 2018 ISSN 1827-0824     © Pensa MultiMedia Editore, Lecce-Brescia DOI: 10.7346/PO-012018-17 (Rivista fascia A)
- Il bambino selvaggio e il pensiero selvaggio Per una pedagogia poco speciale", In RELAdEI. Revista Latinoamericana de Educación Infantil, dicembre 2016 (Rivista fascia A)
- Didattica come teatro dell’erotica. Un esperimento  http://www.metis.progedit.com/anno-vi-numero-2-122016-cornici-dai-bordi-taglienti/192-saggi/899 (Rivista Fascia A(Rivista Fascia A)
- Manifesto per l’educazione ambientale del futuro, Atto di indirizzo del Ministero dell’Ambiente pubblicato su “Carta” del dicembre 2007
- Light as an original metaphor in Signs and light: illuminating paths in the semiotic web, in “Semiotica. Journal of the international association for semiotic Studies”, Editor in chief Thomas A. Sebeok, Mouton de Gruyter, Berlin-New York 2001
- Sette Tesi per cambiare i Verdi (e la vita) in “Diorama Letterario”, n. 232, Firenze 1999
- Mito, immagini, specchi. Tecnologie della costruzione e della ricostruzione del “Sé”, in “Paradigmi” n. 39, settembre 1995
- La confessione di Jean-Jacques, in « Paradigmi » n. 29 , maggio 1992
- Materia e desiderio. La fenomenologia dell’Immaginazione in G.Bachelard, in “Paradigmi” n.19, gennaio 1989
- La preferenza per il primitivo. La lezione di E.Gombrich, in “Paradigmi”, n.7 maggio 1985
- Visioni del Fanciullo, in “Annali della Facoltà di Lettere e Filosofia “,n. XXVII, Univ. di Bari, 1984-5
- La sensibilità emancipatrice. I manoscritti marxiani del ’44, in “Itinerari. Rivista di filosofia e cultura”, Cosenza 1981
- Per una fenomenologia dell’Immaginario, in “Annali della Facoltà di Lett
- Lukacs e Bloch. Note in margine ad un Convegno in “Paradigmi” n. 12, dicembre 1986
- K.Jaspers. Leonardo filososofo, in “Paradigmi” n.10, gennaio 1986
- G.P.Moretti. Heidelberg Romantica, in “Paradigmi” n.7,maggio 1985
- Herder. Giornale di viaggio, in “Paradigmi” n.5, dicembre 1984
- AA.VV. Divinazione e razionalità in “Paradigmi”, n.2, maggio 1983
- Sette Tesi per cambiare la Vita in “Diorama letterario” n.232, Firenze 1999